# Mervyn M. Dymally

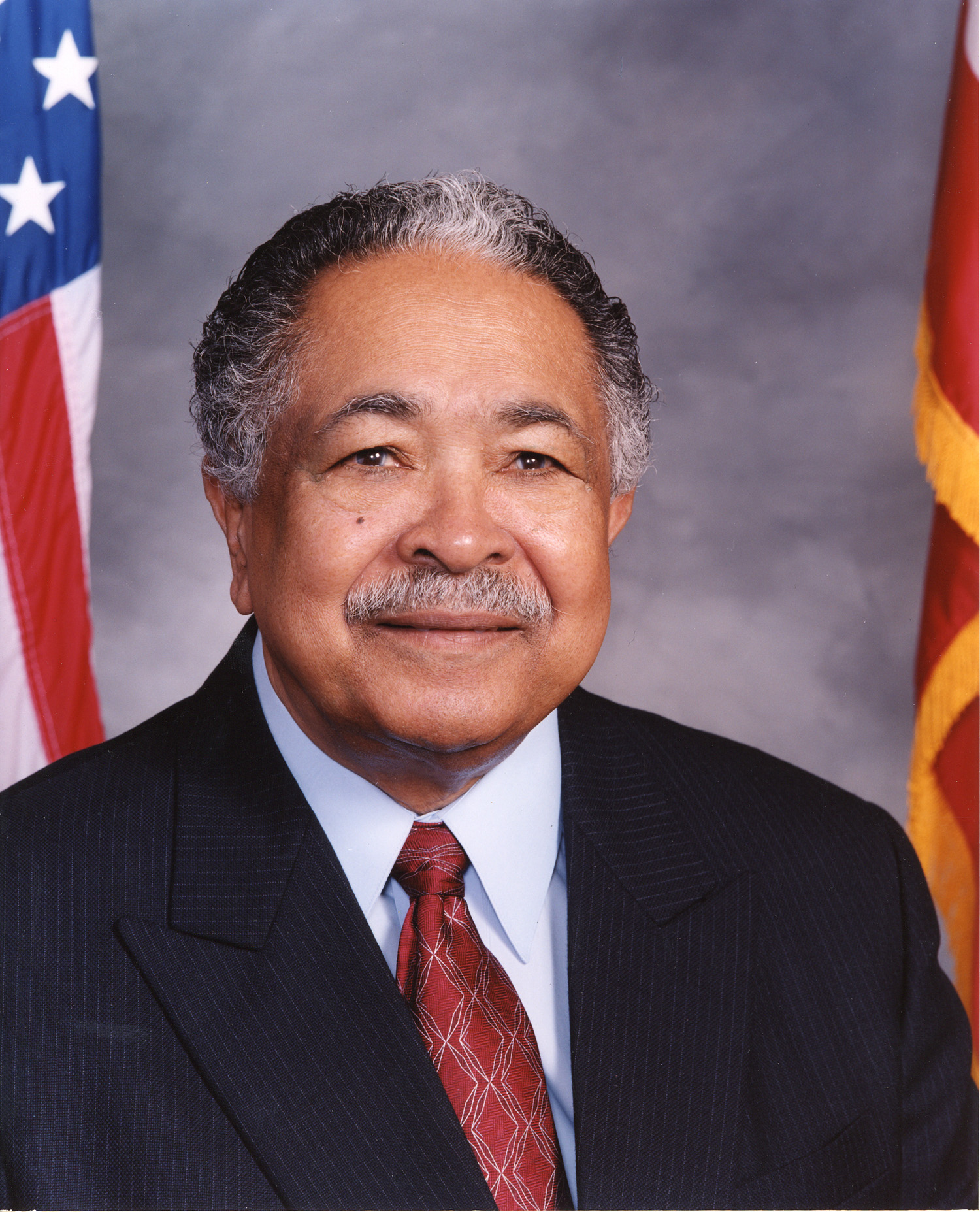
Mervyn Dymally (2008)

Mervyn Malcolm Dymally (* 12. Mai 1926 in Cedros, Trinidad; † 7. Oktober 2012 in Los Angeles, Kalifornien) war ein US-amerikanischer Politiker. Zwischen 1981 und 1993 vertrat er den Bundesstaat Kalifornien im US-Repräsentantenhaus.

## Leben
Mervyn Dymally besuchte bis 1944 die öffentlichen Schulen seiner damals britischen Heimat. Danach studierte er bis 1954 an der California State University in Los Angeles. Später studierte er noch an der California State University in Sacramento und der United States International University in San Diego. Zwischen 1979 und 1981 war er Präsident seiner Firma Mervyn M. Dymally Co. Außerdem arbeitete er als Lehrer. Politisch schloss er sich der Demokratischen Partei an. Von 1963 bis 1966 saß er als Abgeordneter in der California State Assembly; von 1967 bis 1975 gehörte er dem Staatssenat an. In den Jahren 1975 bis 1979 war er als Vizegouverneur Stellvertreter von Gouverneur Jerry Brown.
Bei den Kongresswahlen des Jahres 1980 wurde Dymally im 31. Wahlbezirk von Kalifornien in das US-Repräsentantenhaus in Washington, D.C. gewählt, wo er am 3. Januar 1981 die Nachfolge von Charles H. Wilson antrat. Nach fünf Wiederwahlen konnte er bis zum 3. Januar 1993 sechs Legislaturperioden im Kongress absolvieren. Während dieser Zeit war er von 1987 bis 1989 als Nachfolger von Mickey Leland Vorsitzender des Congressional Black Caucus. Im Jahr 1992 verzichtete er auf eine erneute Kandidatur. Nach dem Ende seiner Zeit im US-Repräsentantenhaus zog sich Dymally vorübergehend aus der Politik zurück. Im Jahr 2002 wurde er erneut in die State Assembly von Kalifornien gewählt. Dieses Mandat übte er bis 2008 aus.